# Bouna (Di)
Pour les articles homonymes, voir Bouna.
Bouna est une commune rurale située dans le département de Di de la province du Sourou dans la région de la Boucle du Mouhoun au Burkina Faso.

## Géographie
Bouna se trouve à moins d'un kilomètre au nord de Oué.

## Santé et éducation
Le centre de soins le plus proche de Bouna est le centre de santé et de promotion sociale (CSPS) de Oué tandis que le centre médical avec antenne chirurgicale (CMA) de la province se trouve à Tougan.